# Herman Henry op der Heyde
Pour les articles homonymes, voir Heyde.
Herman Henry op der Heyde (Amsterdam 3 avril 1813 - Amsterdam 21 décembre 1857) est un peintre paysagiste néerlandais reconnu, spécialisé dans les marines. Il fit de nombreuses expositions notamment à Amsterdam (1836-1838), Rotterdam 1836 et 1838, La Haye 1837, 1847 en 1849.
Signe aussi : H. H. Op der Heijden

## Autres noms
- Herman Henry Op der Heijde
- Herman Henry op der Heyden
- Herman Henry op der Heijden
- Herman Henry Op der Heyde
- Herman Henry op der Heijde

## Musées
- Rijksmuseum à Amsterdam
- Musée Frans Hals à Haarlem